# Dalbergiella gossweileri
Dalbergiella gossweileri är en ärtväxtart som beskrevs av Baker f.. Dalbergiella gossweileri ingår i släktet Dalbergiella, och familjen ärtväxter. Inga underarter finns listade i Catalogue of Life.